# Francisco Diez Canseco Távara
Francisco Ernesto Diez-Canseco Távara (Lima, 18 de abril de 1946) es un abogado, periodista, columnista, empresario y político peruano. Es presidente y líder del partido Perú Acción. Ejerció como diputado por Lima durante el periodo 1985-1990.

## Biografía
Nació en el Distrito de San Isidro, ubicado en la ciudad de Lima, el 18 de abril de 1946. Es hijo del exdiputado Ernesto Diez-Canseco Yáñez y de Rosa Helena Távara Cooban. Es también nieto del ingeniero y político Ernesto Diez-Canseco Masías. Su madre fue luego esposa del político Manuel Seoane Corrales y su hermana fue esposa del exlider aprista, Andrés Townsend.
Realizó sus estudios de primaria en el Colegio Pestalozzi y en el Colegio Franklin Delano Roosevelt, ambos ubicados en la ciudad de Lima. Debido a los cargos diplomáticos de su padrastro, el líder aprista Manuel Seoane Corrales, continuó sus estudios escolares en Santiago de Chile y Ámsterdam y culminó la educación secundaria en el Markham College de Lima en 1962.
Estudio luego la carrera de Derecho en la Universidad Nacional Mayor de San Marcos y de 1969 a 1973 fue abogado del Estudio Romero.

## Carrera periodística
En 1963 inició su carrera como periodista en los diarios La Crónica y La Prensa. 
De 1966 a 1974 fue columnista político y editorialista del Diario Correo. Diez Canseco también fue director y productor del programa televisivo "60 Minutos" desde 1979 hasta 1983, en el cual produjo la entrevista al comandante Edén Pastora, durante lucha contra la dictadura de Anastasio Somoza en Nicaragua.
En 1998 condujo el programa Teléfono rojo sobre consultas de hábitos de consumo que se emitió en Austral Televisión.
Volvió a la televisión con el programa "Trinchera Libre" por UCI TV que se emitió desde 2019 hasta 2021.

## Carrera política
Francisco Diez-Canseco se inició en el ámbito político como militante del Partido Aprista Peruano liderado por Víctor Raúl Haya de la Torre, donde luego terminaría por renunciar al aprismo tras discrepancias ideológicas. Posteriormente decide unirse al Movimiento de Bases Hayistas fundado por Andrés Townsend y fue candidato a la alcaldía de la ciudad de Lima en las elecciones municipales de 1983 donde no obtuvo éxito.

### Diputado por Lima
En las elecciones generales de 1985, el Movimiento de Bases Hayistas decide formar alianza con el Partido Popular Cristiano denominada “Convergencia Democrática” para lanzar la segunda candidatura presidencial de Luis Bedoya Reyes. Diez-Canseco decide postular a la Cámara de Diputados por Lima Metropolitana en las elecciones parlamentarias y finalmente es elegido para el periodo parlamentario 1985-1990.
Durante su gestión parlamentaria, fue parte de las comisiones de Relaciones Exteriores, Economía y Finanzas y Banca y Seguros. Fue impulsor de la creación del Consejo por la Paz (Ley 25237), que luego sería modificado por el Decreto Legislativo 652.
Culminando su gestión, intentó postular al Senado en las elecciones parlamentarias de 1990 por la Unión Cívica Independiente, sin embargo, no resultó elegido. Posteriormente en 1991 fue elegido como presidente del Consejo por la Paz. En el año 2000 formó parte de la Mesa de Diálogo promovida por la Organización de Estados Americanos para la transición democrática en el Perú encabezada por Valentín Paniagua.
Desde su labor en la presidencia del Consejo por la Paz, Diez-Canseco se ha dedicado a desprestigiar el trabajo y el informe de la Comisión de la Verdad y Reconciliación, comisión encargada de redactar la violencia terrorista en el Perú y la violación de derechos humanos generadas por anteriores gobiernos.
En noviembre del 2015, fundó el partido Perú Nación (actualmente renombrado como “Perú Acción”) y postuló a la presidencia en las elecciones generales del 2016. Sin embargo, terminó por renunciar a su candidatura debido a disputas internas dentro de su partido.
Intentó sin éxito ser nuevamente congresista en las elecciones extraordinarias del 2020.

## Publicaciones
- La nueva opción (1989)
- La tesis peruana sobre los Derechos Humanos (1992)